# ルーパ
ルーパ(Loopa)は、日本のレコードレーベル。レーベル自体はキューンレコードにおける、クラブなどのダンスフロア向けのテクノをリリースするレーベルとなっている。そのため、CDのみならずレコードによる楽曲リリースも盛んである。
レーベルの主宰は石野卓球。レーベルに所属するアーティストも石野と関連が深いアーティストが中心である。
レーベルとしてクラブパーティーも開催している。石野がオーガナイザーを務め、パーティー名もレーベル名と同じLoopaである。また、ライジング・サン・ロックフェスティバルなどのロック・フェスティバルにおいても、Loopa NIGHTと称したレーベル所属アーティストによるDJパーティーを行うこともある。

## アーティスト
- 石野卓球
- KAGAMI
- DJ TASAKA